# 川西剪股颖
川西剪股颖（学名：Agrostis hugoniana var. aristata）为禾本科剪股颖属下的一个变种。

## 扩展阅读
- 維基物種上的相關：川西剪股颖